# 盧偉聰
盧偉聰，GBS，PDSM，PMSM，JP（1961年11月19日—），前香港警務處處長，擁有風險、危機及災難管理碩士學位。於2015年5月4日獲時任行政長官梁振英委任接替曾偉雄成為警務處處長。為香港主權移交後歷來任期最長的警務處處長，退休前發生了持續數個月的反對逃犯條例修訂草案運動，警察民望跌至谷底，坊間甚至出現要求解散警隊的聲音。2020年10月獲頒金紫荊星章。

## 簡歷

### 早年經歷
盧偉聰在九龍區某公共屋邨長大，分別在1975年及1981年畢業於喇沙小學和喇沙書院，在校時為校內游泳隊成員。他後來於香港大學社會科學學士（主修管理學）學位畢業後，於1984年成功投考加入皇家香港警務處，成為見習督察，先後駐守於多個單位，初期主要在總區及總部刑事單位駐守，期間負責引入重大事件調查及災難支援工作系統等等；於10年間連續晉升4個職級。
1999年，盧偉聰獲得刑事部推薦，被借調往法國里昂國際刑警組織秘書處出任聯絡主任，負責促進國際警務合作、統籌國際警務調查、籌辦國際會議及培育訓練、於成員國要求協助時作出回應、推行各項工作計劃及就特定的題目作出研究、就特別的執法項目成立工作小組，包括亞洲資訊科技罪行工作小組、籌辦訪問成員國的海外行程以國際刑警組織代表身份出席國際會議。2002年，盧偉聰晉升為高級警司；期間，國際刑警組織要求延長盧偉聰的任期至2002年年中，並且擢升他為亞洲及南太平洋區助理處長，為首位亞洲人出任國際刑警組織處長級職位；任內，他負責監督其單位內的人員、監察一切與亞洲及南太平洋地區的國際刑警組織活動、表現評核及監察國際刑警組織的紀律規則的執行情況、管理牽涉經費的工作計劃、統籌大型會議、訪問海外、出席國際會議及審批牽涉資源運用的新工作計劃。
回到香港後，盧偉聰先後出任服務質素監察部崗位及投訴及內部調查科投訴警察課主管。

### 晉升總警司及處長
2005年，盧偉聰晉升為總警司及調任保安部。
2007年，盧偉聰出任西九龍總區副指揮官。同年，盧偉聰陪伴剛履新的警務處處長鄧竟成訪問北京。
2009年，盧偉聰獲委任為警務處助理處長，於9月21日出任保安部主管。
2011年1月，盧偉聰獲委任為警務處高級助理處長，兼任刑事及保安處處長。
2013年8月8日，香港警務處宣布，盧偉聰獲委任為警務處副處長（行動），於同年8月13日接替展開退休前休假的警務處副處長（行動）鄧甘滿。
2014年9月16日，盧偉聰平調接任展開退休前休假的警務處副處長（管理）馬維騄。在任期間，曾經處理行動代號為「Solarpeak」（應對佔領中環）的總指揮角色。
2015年5月4日，中國國務院根據香港行政長官梁振英的提名和建議，任命盧偉聰即日起出任警務處處長，這次任命有別於以往在交接日前公佈的做法。
2018年9月，政府宣布為便利警隊管理層順利交接，在同年11月達57歲警務處處長退休年齡的盧偉聰，獲延任一年至2019年11月18日。

## 部分言論

### 回應反修例警民衝突

#### 棄守立法會大樓
2019年香港七一衝突中，示威者由下午1時半開始以雜物撞擊立法會綜合大樓。起初有過百名警員在大樓內戒備。直至8時55分，示威者以鐵枝撬捲閘衝後成功衝入大樓，原先大批防暴警察全部離開，示威者在大樓內塗鴉。盧偉聰被指設「空城計」引誘示威者進入立法會破壞。盧偉聰否認指控，並指警察撤退是為了安全考慮。

#### 警員向涉嫌襲警中學生開槍
2019年10月1日香港反對逃犯條例修訂草案示威中，警方與示威者衝突時，一名防暴警員，被一群暴力示威者攻擊，之後有多名防暴警趕到欲解救同袍，其中一名警員拔槍示警，一名戴藍色手套、持藍色盾牌的荃灣公立何傳耀紀念中學18歲中五男學生曾智健於荃灣大河道手持空心鐵管向警察揮舞。警員持槍指向他胸口的一瞬間，他揮棍擊中警察的手臂，警員幾乎同一秒鐘近距離向他左肺部開槍，為該年6月至今首宗於反對逃犯條例修訂草案運動中警槍實彈事件。該名中槍中學生曾智健涉嫌襲警被捕。警務處處長盧偉聰認為警員因感到自己及同袍生命受威脅而開槍是合理、合法、合乎指引的。

## 被美国制裁
2020年8月7日，美國財政部宣佈，制裁包括盧偉聰在內的11名“侵犯香港人權”的内地与香港官員，公開其個人資料，並列入《特別指定國民和被封鎖人員》，被美國執行制裁者除了美國資產被凍結，不能使用美國銀行及公司提供的服務，其在香港及海外的銀行服務亦極可能被取消。盧偉聰在出任警務處處長期間被指縱容警暴，即使其已於2019年11月離任，但未能與其在任內警隊犯下的多起侵害人權事件切割。盧偉聰被制裁後，回應指美國政府蠻不講理、制裁並不公平，他表示極度遺憾和憤慨。

## 榮譽
- 香港警察榮譽獎章（2009年）
- 香港警察卓越獎章（2014年）
- 金紫荊星章（2020年）[41]

## 家庭
盧偉聰已婚，獨子於1996年出生。